# 1ª Mezza Brigata leggera (Cisalpina)
La 1ª Mezza Brigata leggera fu un'unità militare della Repubblica Cisalpina, attiva nel 1799.
Il 29 novembre 1798 l'esercito cisalpino fu riorganizzato su tre mezze-brigate, ma il 16 dicembre, in applicazione di una legge del 30 novembre, l'esercito fu strutturato su tre mezze-brigate di fanteria di linea e una mezza brigata di fanteria leggera; la 1ª Mezza Brigata leggera fu istituita unendo la 4ª Legione Cisalpina, la 5ª Legione Cisalpina e i Cacciatori Bresciani. La catena di comando prevedeva, sotto il comandante di brigata Eugene, i comandanti di battaglione Girard (I/1ª), Guidetti (II/1ª) e Belfort (III/1ª).
La mezza-brigata fu ufficialmente formata il 22 marzo 1799, dalla fusione delle precedenti unità. Il 29 aprile di quello stesso anno, però, gli Austro-Russi entrarono a Milano, ponendo fine alla Repubblica Cisalpina.